# Béjaïa
Béjaïa (kabylsk: Vgaiet; arabisk: بجاية, tr. Bijāyah) er en by i det nordlige Algeriet med 176.139 (2008) indbyggere. 
Byen ligger på Algeriets kyst ud til Middelhavet og er hovedby i provinsen Béjaïa. Byen er den største i Kabylien, en region beboet af Kabyle-folket. Bag byen, lidt inde i ørkenen, ligger et kloster. Fra gammel tid fremstillede munkene vokskærter, som besøgende købte og brændte af i kirken.
Byen har givet navn til det kirurgiske instrument en bougie, der anvendes til behandling af forsnævringer i rørformede hulorganer, som spiserør, urinrør m.fl., og som oprindeligt blev fremstillet af voks, formet som en kærte, tænkt til afbrænding i en klosterkirke.